# Astrangia poculata
Astrangia poculata, el coral estrella del norte o coral de la copa del norte, es una especie de coral no reconstituyente en la familia Rhizangiidae. Es nativa de aguas poco profundas en el océano Atlántico occidental y el mar Caribe. También se encuentra en la costa occidental de África. La Unión Internacional para la Conservación de la Naturaleza enumera a este coral como de "preocupación menor".

## Descripción
Astrangia poculata crece en pequeños macizos de hasta  5 cm (2 in) de diámetro. Los pólipos individuales son grandes y se sientan en tazas de piedra conocidas como coralitos. Los pólipos son translúcidos y la colonia tiene una apariencia peluda cuando se expanden. En aguas cálidas y con altos niveles de luz, este coral a menudo alberga protistas fotosínteticos simbióticos conocidos como zooxantelas en sus tejidos, y entonces el coral aparece marrón. En condiciones más frías o con poca luz, las zooxantelas pueden dejar de ser beneficiosas para el coral y ser expulsadas, y entonces el coral aparece pálido. Se puede confundir con Astrangia solitaria, pero esa especie tiene una distribución más meridional, es generalmente marrón, puede ser solitaria, tiene coralitos más grandes de 4 mm (0.16 in) de ancho con 36 septos (crestas pedregosas), y no contiene zooxantelas.

## Distribución y hábitat
Astrangia poculata  es nativa de aguas poco profundas en el océano Atlántico occidental y el mar Caribe donde su área de distribución se extiende desde Cabo Cod en Massachusetts hasta el golfo de México. También se encuentra en la costa occidental de África. Aparece en macizos incrustados en las rocas y es común bajo cornisas y cantos rodados, en pilotes y en restos de naufragios. También ocurre en aguas profundas y los pedazos desprendidos a veces son llevados a la costa.

## Biología
La reproducción de Astrangia poculata tiene lugar durante el verano, cuando los óvulos y los espermatozoides se liberan en la columna de agua y se produce la fecundación. Los embriones eclosionan en larvas de plánula que van a la deriva con el plancton antes de asentarse en el lecho marino y experimentar una  metamorfosis en pólipos. Entre los organismos zooxantelados, A. poculata es uno de los pocos que se han estudiado con respecto a la adquisición de zooxantelas. Se encontró que no hubo una transferencia rutinaria de estos simbiontes de padres a hijos.
Los pólipos extienden sus tentáculos para alimentarse, recogiendo plancton y otras partículas de comida del agua que pasa. La colonia crece por brotación y, en condiciones favorables, el macizo puede crecer a razón de un pólipo nuevo cada tres días. En condiciones más frías puede dejar de crecer y el coenosarco (tejidos blandos) puede morir hasta cierto punto o perder simbiontes por expulsión, lo que hace que el esqueleto pétreo sea propenso a ser ensuciado por otros organismos y sufrir una inactividad invernal. La base a menudo alberga varios invertebrados comensales excavadores o enterradores. Se sabe que tanto la temperatura como la simbiosis influyen en la condición del huésped coralino, específicamente en lo que respecta a la capacidad de cicatrización de heridas, pero es principalmente la estación del año la que impulsa la estructura microbiana en las poblaciones de coral de Rhode Island.

### Ingesta de microplásticos
Se detectó un promedio de más de 100 partículas microplásticas por pólipo de corales templados de la especie Astrangia poculata en colonias silvestres de Rhode Island. En el laboratorio, los corales fueron alimentados con microesferas para caracterizar la preferencia de ingestión y la retención de microplásticos y las consecuencias en el comportamiento alimentario. Los corales fueron alimentados con microplásticos biofilmados para probar si los plásticos sirven como vectores de microbios. Se observaron microplásticos ingeridos en los tejidos mesentéricos de la cavidad gastrovascular. Los corales prefirieron cuentas microplásticas y declinaron la oferta subsiguiente de huevos de camarón en salmuera del mismo diámetro, lo que sugiere que la ingestión de microplásticos puede inhibir la ingesta de alimentos. Los corales coinfectaron las células de Escherichia coli con microesferas. Estos hallazgos detallan mecanismos específicos por los cuales los microplásticos amenazan a los corales, pero también insinúan que el coral A. poculata, que tiene una gran extensión costera, puede servir como un bioindicador útil y una herramienta de monitoreo para la contaminación microplástica.